# Sak River
Der Sak River ist ein linker Nebenfluss des Oranje in Südafrika.

## Verlauf
Der Fluss hat seine Quellen südlich von Sutherland. Er fließt in nördliche Richtung durch trockenes Gebiet. Sein Verlauf führt ihn durch eine Reihe von Pfannen, die nur selten überlaufen und so Abfluss zum Oranje erzeugen. Nach den Pfannen ändert er seinen Namen in Hartbees (Hartebeest) und mündet schließlich von links in den unteren Oranje.

## Hydrometrie
Die Abflussmenge des Sak River wurde am Pegel Hol Pads Leegte über die Jahre 1973 bis 2021, bei einem großen Teil seines Einzugsgebietes in m³/s gemessen.

## Abgrenzung
Ob der Sak ein Nebenfluss des Hartbees oder dessen Mündungsgewässer ist, ist in der Literatur je nach Quelle unterschiedlich dargestellt.